# Ahmet
Ahmet ist ein türkischer, albanischer und bosnischer männlicher Vorname als Variante des arabischen Namens Ahmad (beziehungsweise Ahmed).

## Namensträger

### Osmanische Zeit
- Köprülü Fazıl Ahmet Pascha (1635–1676), Großwesir des Osmanischen Reichs

### Vorname
- Ahmet Ak (* 1966), türkischer Ringer
- Ahmet Akyalçın (1949–2018), türkischer Jurist
- Ahmet Alkış (* 1949), türkischer Brigadegeneral
- Ahmet Nazif Alpman (* 19**), Generalkonsul der Türkei in Berlin
- Ahmet Altan (* 1950), türkischer Journalist und Schriftsteller
- Ahmet Altun (* 1958), türkischer Marathonläufer
- Ahmet Aras (* 1987), türkischer Fußballspieler
- Ahmet Arı (* 1989), türkischer Fußballspieler
- Ahmet Arslan (* 1994), deutscher Fußballspieler
- Ahmet Ayık (* 1938), türkischer Ringer
- Ahmet Bahçıvan (* 1996), türkischer Fußballspieler
- Ahmet Berman (1932–1980), türkischer Fußballspieler
- Ahmet Bilek (1932–1970), türkischer Ringer und Olympiasieger 1960
- Ahmet Çakıcı (* 1963), deutscher Ringer
- Ahmet Çakır (* 1943), türkisch-deutscher Ergonom und Fachautor
- Ahmet Çakır (* 1964), türkischer Politiker (AKP)
- Ahmet Çalık (1994–2022), türkischer Fußballspieler
- Ahmet Cebe (* 1983), deutsch-türkischer Fußballspieler
- Hezarfen Ahmet Çelebi (1609–1640), osmanischer Luftfahrtpionier
- Ahmet Davutoğlu (* 1959), türkischer Politologe und Politiker
- Ahmet Dereli (* 1992), deutsch-türkischer Fußballspieler
- Ahmet Doğu (* 1973), türkischer Ringer
- Ahmet Dursun (* 1978), türkischer Fußballspieler
- Ahmet Erdinç (* 1965), türkischer Fußballspieler und -trainer
- Ahmet Ertegün (1923–2006), türkisch-amerikanischer Unternehmer
- Ahmet Ertuğ (* 1949), türkischer Architekturfotograf und Verleger
- Ahmet Sabri Fener (* 1992), türkischer Fußballspieler
- Ahmet Glavović (1948–2020), jugoslawischer Fußballspieler
- Ahmet Güler (* 1957), deutscher Unternehmer
- Ahmet Gürleyen (* 1999), deutscher Fußballspieler
- Ahmet Güven (* 1985), türkischer Fußballspieler
- Ahmet Hadžipašić (1952–2008), Politiker in Bosnien und Herzegowina (SDA)
- Ahmet Hamdi Tanpinar (1901–1962), türkischer Schriftsteller und Hochschullehrer
- Ahmet Haşim (1884–1933), türkischer Dichter
- Ahmet Karlıklı (1930–1989), türkischer Fußballspieler und -trainer
- Ahmet Kaya (1957–2000), türkisch-kurdischer Sänger und Komponist
- Ahmet Kireççi (1914–1978), türkischer Ringer, Olympiasieger 1948
- Ahmet Kulabas (* 1987), deutsch-türkischer Fußballspieler
- Ahmet Kuru (* 1982), deutsch-türkischer Fußballspieler
- Ahmet Muhtar Merter (1891–1959), türkischer Widerstandskämpfer
- Ahmet Önal (* 1993), türkischer Fußballspieler
- Ahmet Öner (* 1971), türkischer Boxmanager und Promoter, früherer Profiboxer
- Ahmet Özer (* 1994), türkischer Fußballspieler
- Ahmet Özhan (* 1950), türkischer Sänger
- Ahmet Suat Özyazıcı (1936–2023), türkischer Fußballspieler und -trainer
- Ahmet Şahin (1941–1994), türkischer Fußballspieler
- Ahmet Şahin (* 1978), türkischer Fußballspieler
- Ahmet Necdet Sezer (* 1941), 10. Staatspräsident der Türkei
- Ahmet Şık (* 1970), türkischer Journalist
- Ahmet Taş (* 19**), deutscher Filmregisseur
- Ahmet Kutsi Tecer (1901–1967), türkischer Dichter und Politiker
- Ahmet Toprak (* 1970), deutscher Pädagoge türkischer Herkunft, Hochschullehrer
- Ahmet Türk (* 1946), kurdischer Politiker in der Türkei
- Ahmet Ümit (* 1960), türkischer Schriftsteller
- Ahmet Yalçınkaya (* 1963), türkischer Dichter
- Ahmet Yıldırım (* 1974), türkischer Fußballspieler und -trainer
- Ahmet Zappa (* 1974), US-amerikanischer Musiker, Schauspieler und Buchautor
- Ahmet Zogu (1895–1961), Präsident Albaniens (1925 bis 1928), König der Albaner (1928 bis 1939, als Zogu I.)
- Ahmet Nazif Zorlu (* 1946), türkischer Unternehmer

### Beiname
- Cübbeli Ahmet Hoca (* 1965), islamischer Prediger

### Familienname
- İlhan Ahmet (* 1968), griechischer Politiker der moslemischen Minderheit Westthrakiens
- Filiz Ahmet (* 1981), türkische Schauspielerin
- Sadık Ahmet (1947–1995), griechischer Chirurg und Politiker